# تشن هاو (لاعب كرة قاعدة)
تشن هاو (بالصينية: 陈浩) هو لاعب كرة قاعدة صيني، ولد في 21 فبراير 1990 في الصين.